# Staņislavs Olijars
Staņislavs Olijars (rusky Станислав Олияр; * 22. března 1979, Čeljabinsk, RSFSR) je lotyšský atlet, jehož specializací jsou krátké překážkové běhy na 60 a 110 metrů.
První úspěch zaznamenal v roce 1997 na juniorském mistrovství Evropy ve slovinské Lublani, kde získal stříbrnou medaili. O rok později v Annecy se stal juniorským mistrem světa. V roce 1999 vybojoval v Göteborgu stříbro na mistrovství Evropy do 23 let.
Dvakrát reprezentoval na letních olympijských hrách (Sydney 2000, Athény 2004).

## Osobní rekordy
- 60 m přek. (hala) – 7,49 s – 13. února 2002, Eaubonne
- 110 m přek. (dráha) – 13,08 s – 1. červenec 2003, Lausanne